# 比治山下停留場
比治山下停留場（日语：／ Hijiyama-shita teiryūjō */?），又稱比治山下電車站，是位於廣島縣廣島市南區比治山本町，廣島電鐵皆實線的電車站。車站編號為H02。
電車站名稱取自電車站位於比治山山腳。

## 電車站構造
電車站是建造在比治山通上的共用行車道上。採用標準式的水泥月台，外圍設有欄竿，並採用無障礙斜道出入月台。出入口設於往廣島站一方，並備有斑馬線。設站初期並沒有設置月台，現行的月台是於1974年9月尾加設的。

### 月台配置
電車站設有2面2線的相對式低地台月台。長度約為28米，所有連接車停靠均能在月台內停靠，低地台列車則除2代1000形電車外，其他均稍為超出原有月台長度，但在繁忙時間仍有機會派出其他低地台列車行走。
本站只有5系統會駛入此站。各月台並沒有配有編號，只以站牌外側資訊指示行車方向。
| 月台             | 路線  | 上下行 | 方向                   |
| ---------------- | ----- | ------ | ---------------------- |
| (靠向京橋川)     | 5號線 | 上行   | 廣島站方向             |
| (靠向比治山交番) | 5號線 | 下行   | 宇品二丁目、廣島港方向 |

## 歷史
- 1944年12月27日：電車站啟用[4]。
- 1945年8月6日：廣島市被投下原子彈，皆實線全線不能通行[4]。
- 1948年7月1日：皆實線全線路線重開[4]。
- 2025年8月3日：本站與松川町連結為新的皆實線，原來與段原一丁目連接路段改為2026年春開通的循環線路段。

## 使用狀況
根據廣島電鐵上繳國土交通省有關「實施移動等圓滑化相關事宜」（移動等円滑化に関する取り組み）報告中，本站的使用人數如下：
| 乘降人員推算 | 乘降人員推算     | 乘降人員推算   |
| 年度         | 1日平均 乘降人次 | 出處           |
| ------------ | ---------------- | -------------- |
| 2021         | 428              | [ 廣電統計 1 ] |
| 2022         | 487              | [ 廣電統計 2 ] |
| 2023         | 560              | [ 廣電統計 3 ] |
| 2024         | 549              | [ 廣電統計 4 ] |

## 電車站周邊
電車站附近為住宅區。電車站西方設有京橋川，東方設有比治山。電車站位於比治山登山口。在比治山設有廣島市現代美術館、廣島市立漫畫圖書館、多聞院。在電車站北邊設有平和大通，在西邊設有鶴見橋，在東邊設有比治山隧道，在離開隧道後便到達廣島EAST（舊・廣島Saty）。在電車站周邊設有比治山下巴士站，停靠的巴士路線包括廣島巴士23、31號線。

## 相鄰電車站
廣島電鐵
■皆實線
松川町（H01）－比治山下（H02）－比治山橋（H03）
■循環線（2026年春起）
段原一丁目－比治山下（H02）－比治山橋（H03）

### 統計資料
1. ↑  2021年度 移動等円滑化取組報告書（軌道停留場），第3頁。
2. ↑  2022年度 移動等円滑化取組報告書（軌道停留場），第3頁。
3. ↑  2023年度 移動等円滑化取組報告書（軌道停留場），第3頁。
4. ↑  2024年度 移動等円滑化取組報告書（軌道停留場），第3頁。

## 外部連結
- 廣島電鐵比治山下站（页面存档备份，存于）（日語）